# Кубок Австрії з футболу 1968—1969
Кубок Австрії з футболу 1968–1969 — 35-й розіграш кубкового футбольного турніру в Австрії. Титул вдруге поспіль здобув Рапід (Відень).

## Календар
| Раунд       | Дата                                                       | Матчі | Клуби   |
| ----------- | ---------------------------------------------------------- | ----- | ------- |
| 1/16 фіналу | 10 серпня - 11 вересня 1968, 15 грудня 1968 (перегравання) | 16+1  | 32 → 16 |
| 1/8 фіналу  | 29 жовтня 1968 - 19 березня 1969                           | 8     | 16 → 8  |
| 1/4 фіналу  | 22 лютого - 26 березня 1969                                | 4     | 8 → 4   |
| 1/2 фіналу  | 14-15 травня 1969                                          | 2     | 4 → 2   |
| Фінал       | 3 червня 1969                                              | 1     | 2 → 1   |

## 1/16 фіналу
| Команда 1              | Рахунок | Команда 2             |
| ---------------------- | ------- | --------------------- |
| 10 серпня 1968         |         |                       |
| ФК Дорнбірн (2)        | 0:1     | Аустрія (Клагенфурт)  |
| Трайшкірхен (2)        | 1:3     | Аустрія (Зальцбург)   |
| Оберварт (2)           | 0:0 дч  | Вольфсбергер (2)      |
| Форвертс (Штайр) (2)   | 2:4     | Шварц-Вайсс (Брегенц) |
| ФОЕСТ (Лінц) (2)       | 5:0     | Лустенау 07 (2)       |
| Ваккер (Відень)        | 2:0     | Штурм                 |
| ВШГ Ваттенс            | 2:1     | ЛАСК Лінц             |
| Донавіц                | 0:3     | Рапід (Відень)        |
| 11 серпня 1968         |         |                       |
| Айзенерц (3)           | 0:10    | Адміра (Відень)       |
| Аустрія (Лустенау) (2) | 1:3     | Айзенштадт            |
| Зіммерингер (2)        | 1:4 дч  | Ваккер (Інсбрук)      |
| Штадлау (3)            | 1:3     | Грацер                |
| Куфштайн (2)           | 1:2     | Радентгайн (2)        |
| 21 серпня 1968         |         |                       |
| Бішофсгофен (2)        | 0:1     | Вінер Шпорт-Клуб      |
| 11 вересня 1968        |         |                       |
| Ферст Вієнна (2)       | 3:4     | Аустрія (Відень)      |
| Тульн (2)              | +:-     | Вестбан (Лінц) (4)    |

Перегравання
| Команда 1        | Рахунок | Команда 2    |
| ---------------- | ------- | ------------ |
| 15 грудня 1968   |         |              |
| Вольфсбергер (2) | 3:3 дч  | Оберварт (2) |

## 1/8 фіналу
| Команда 1             | Рахунок | Команда 2            |
| --------------------- | ------- | -------------------- |
| 29 жовтня 1968        |         |                      |
| Шварц-Вайсс (Брегенц) | 1:2     | Ваккер (Інсбрук)     |
| 9 листопада 1968      |         |                      |
| Грацер                | 1:2     | Аустрія (Клагенфурт) |
| ВШГ Ваттенс           | 2:0     | Ваккер (Відень)      |
| Адміра (Відень)       | 4:2     | Радентгайн (2)       |
| 22 грудня 1968        |         |                      |
| Тульн (2)             | 1:0     | Аустрія (Зальцбург)  |
| 15 лютого 1969        |         |                      |
| Айзенштадт            | 2:3     | Аустрія (Відень)     |
| Вінер Шпорт-Клуб      | 6:1     | Вольфсбергер (2)     |
| 19 березня 1969       |         |                      |
| Рапід (Відень)        | 3:0     | ФОЕСТ (Лінц) (2)     |

## 1/4 фіналу
| Команда 1       | Рахунок | Команда 2            |
| --------------- | ------- | -------------------- |
| 22 лютого 1969  |         |                      |
| Адміра (Відень) | 0:1     | Аустрія (Відень)     |
| 23 лютого 1969  |         |                      |
| Тульн (2)       | 0:1     | Вінер Шпорт-Клуб     |
| 19 березня 1969 |         |                      |
| ВШГ Ваттенс     | 1:0     | Аустрія (Клагенфурт) |
| 26 березня 1969 |         |                      |
| Рапід (Відень)  | 3:0     | Ваккер (Інсбрук)     |

## 1/2 фіналу
| Команда 1        | Рахунок | Команда 2      |
| ---------------- | ------- | -------------- |
| 14 травня 1969   |         |                |
| Аустрія (Відень) | 0:1     | Рапід (Відень) |
| 15 травня 1969   |         |                |
| Вінер Шпорт-Клуб | 2:0     | ВШГ Ваттенс    |

## Фінал
| 3 червня 1969 |

| Рапід (Відень)       | 2:1      | Вінер Шпорт-Клуб |
| -------------------- | -------- | ---------------- |
| Б'єррегаард 52', 85' | Протокол | Бузек 90'        |

| Пратерштадіон, Відень Глядачів: 14 000 Арбітр: Франц Верер |